# Патронная коробка

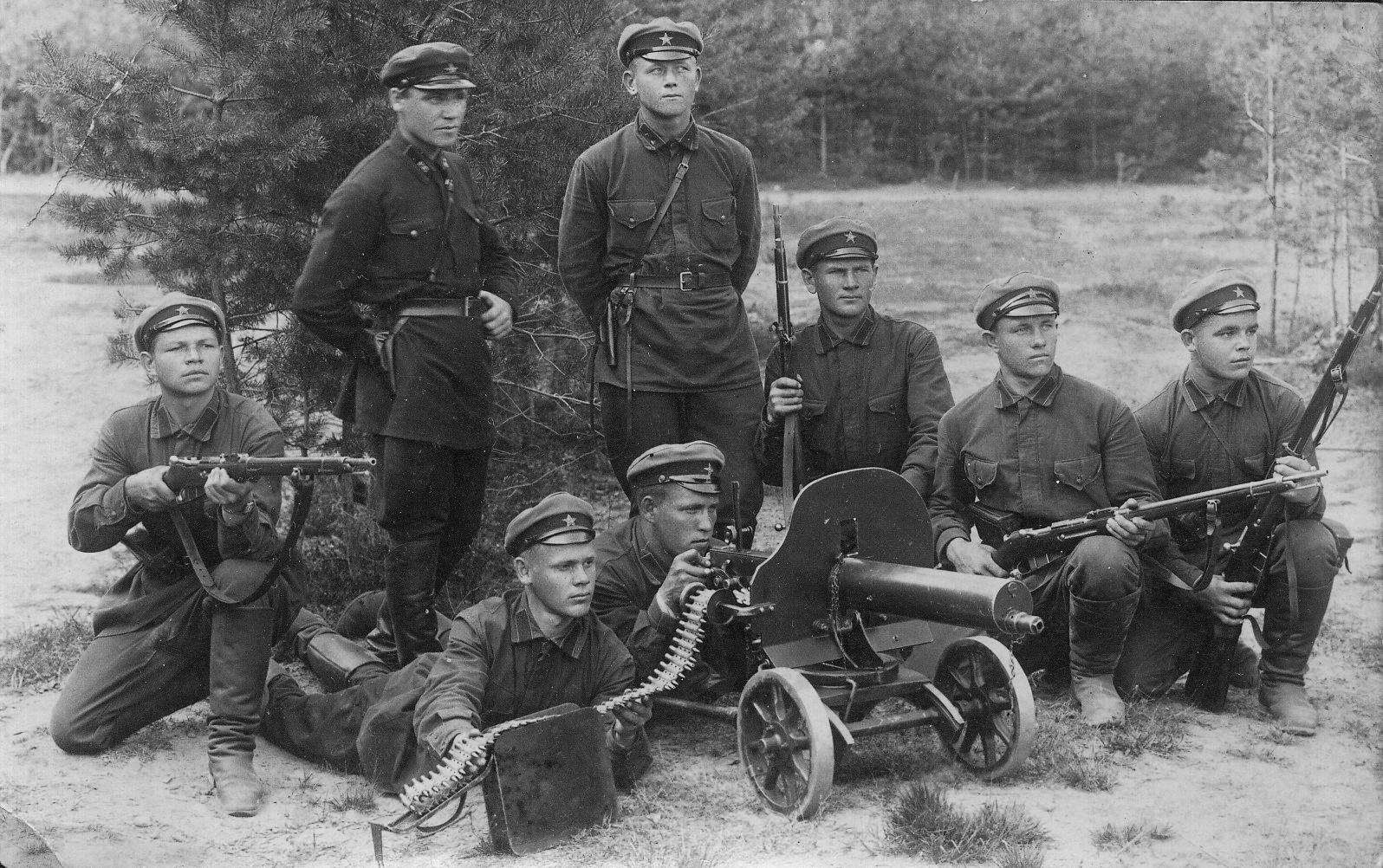
Командиры и бойцы РККА с пулемётом Максима, конец 1920-х — начало 1930-х годов.

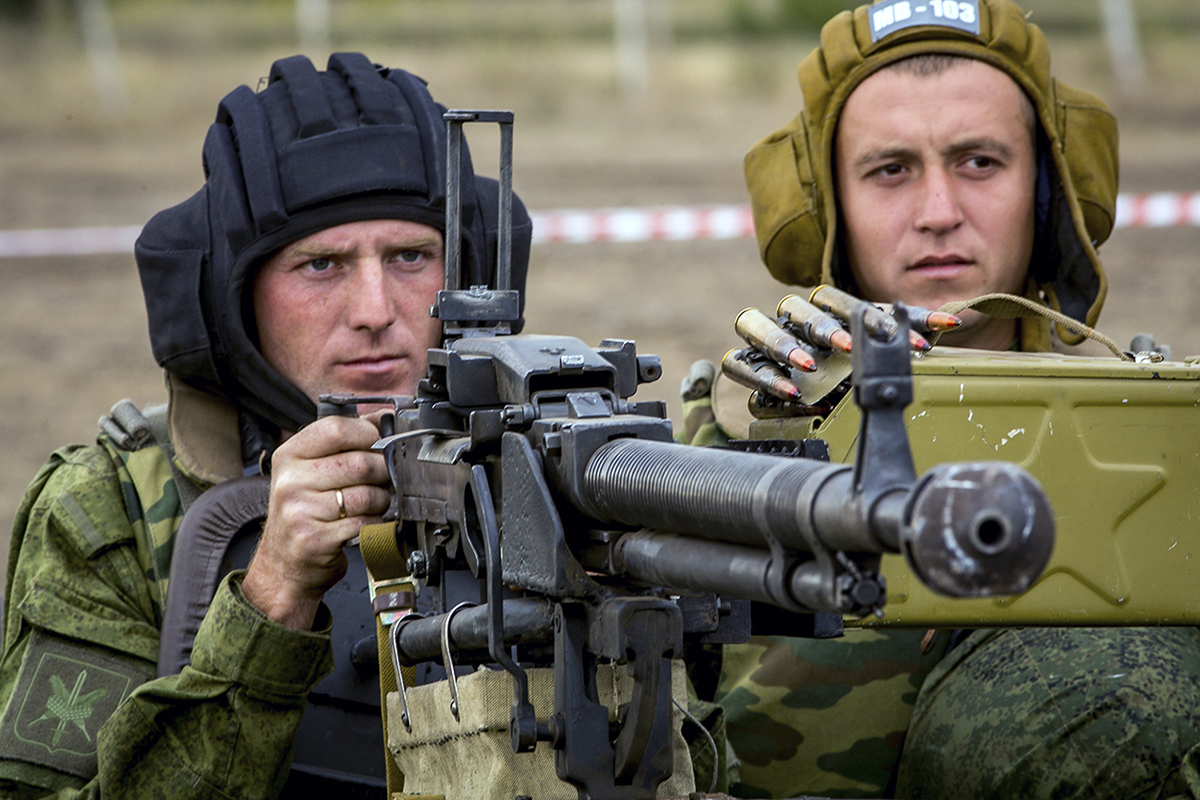
Ефрейтор в шлемофоне оперативной группы российских войск в Приднестровье за пулемётом (видна коробка для патрон).

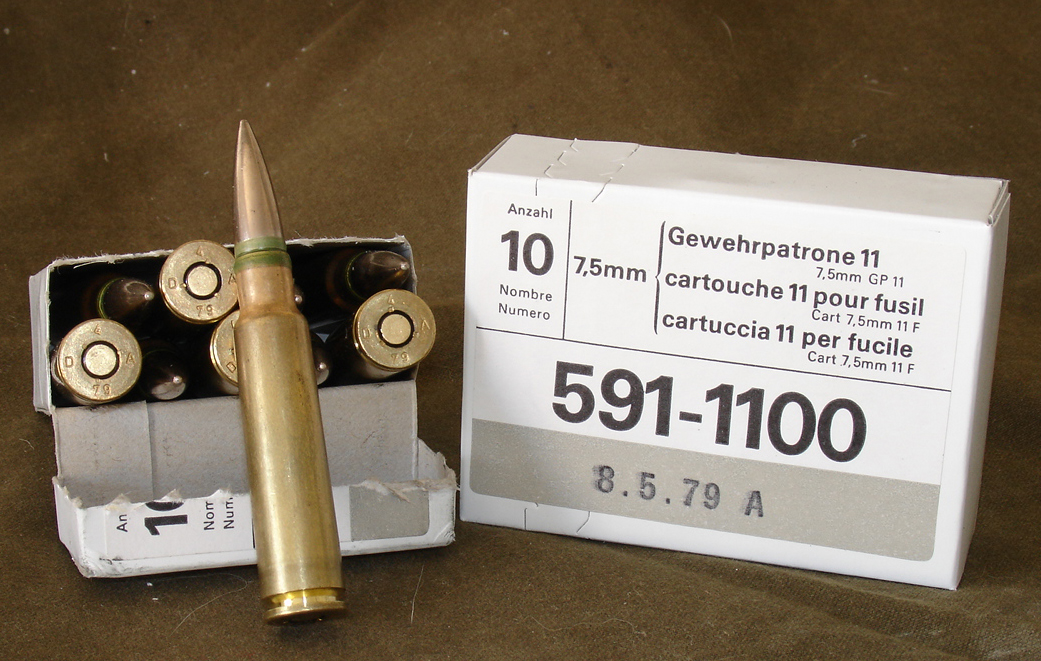
Патроны 7,5 × 55 мм Шмидт-Рубин, в пачке из картона.

Патронная коробка, Патронный ящик, Пулемётный короб — специальная коробка (ящик) для размещения, хранения, перевозки (переноски) патронов, а также и применения, например в снаряженной патронной ленты пулемёта. 
Для подачи патронов в приёмник пулемёта, в зависимости от его вида, типа и модели, при стрельбе используется патронная лента, она может быть различной длины и соответственно ёмкости, например лента для пулемёта Максима вмещает 250 патронов, и для её переноски (перевозки) используются патронный ящик входящий в комплект пулемёта. Патронная коробка (ящик) позволяет компактно размещать патроны и перевозить (переносить) с собой большее их количество. А согласно ГОСТ 28653-90 Оружие стрелковое. Термины и определения: «Патронная коробка пулемета — коробка для размещения патронов стрелкового оружия, снаряженных в патронную ленту, подаваемую из неё при стрельбе в пулемет».

## История
В Русских гвардии и армии, во времена А. В. Суворова и позже,  деревянные патронные ящики — Веки, а единичный — Веко. На начало XX столетия для хранения и перевозки боевых припасов, принадлежности, оружия и прочего использовали укупорочные ящики, так для хранения ружейных и револьверных патронов: 15 шт. патронов с обоймами помещались в картонной пачке, 20 пачек укладывались в запаянную цинковую коробку, а от двух до четырёх таких коробок помещались в деревянный ящик (веко);, а для винтовок (по 10 в каждом, в два слоя). 
Также в этот период времени в Вооружённых силах России двумя из трёх условий определения величины боевого комплекта были:
- число необходимых для перевозки боевых припасов зарядных и патронных ящиков должно быть невелико, чтобы не увеличивать без надобности обоза частей;
- зарядные и патронные ящики должны быть так же подвижны, как и части, к которым они придаются, чтобы иметь возможность повсюду следовать за ними[6].

Первые пулемётные патронные коробки представляли собой высокие узкие ящички без верха, где «змейкой» размещалась пулемётная лента  с патронам вставленными в гнезда патронных (парусиновых) лент. Однако такое простое приспособление, несмотря на компактность, не исключало возможности сцепления вместе звеньев ленты и её разрыва. 
Как было указано коробки служат для помещения лент с патронами, в ВС Союза ССР для 7,62-мм патронов (ПК, ПКМ, ПКТ, и так далее) были предусмотрены, коробка на:
- 100 патронов[7], которая перед стрельбой прикрепляется к кронштейну пулемёта. Она имеет ручку для переноски коробки и откидную крышку, которая запирается застёжкой и завёрткой. Крышка имеет: два зацепа, выступ и защелку для крепления коробки на кронштейне пулемета; откидной клапан, закрывающий окно для прохода ленты; закругленный выступ для направления движения ленты при стрельбе.
- 200[7] (250) патронов имеет откидную крышку, которая запирается застёжкой и завёрткой; на крышке имеется ручка для переноски коробки и выдавка по форме патрона, показывающая направление укладки ленты с патронами в коробку.

Дно обеих коробок внутри сделано наклонным для обеспечения ровной укладки ленты с патронами.

### Состав
Патронная коробка 7,62-мм патронов на 100 и 200 (250) патронов состоит из:
- откидная крышка;
- застёжка:
- завёртка;
- ручка для переноски;
- зацепы;
- выступ;
- защёлка;
- откидной клапан;
- закруглённый выступ;
- выдавка по форме патрона.

## Достоинства
- Позволяет компактнее содержать и переносить патроны.

## Недостатки
- Весит тяжелее, чем пулемётная лента.
- Трудность заряжания, особенно в бою.
- Трудность извлечения патронов для эксплуатации в другом оружии под тот же калибр (например, снарядить винтовку Мосина из ящика от «Максима»).
- Возможность заклинивания и разрыва ленты.

## В массовой культуре

### В кинематографе
- Брат 2 — к пулемёту Максима калибра 7,62x54 мм.

### В компьютерных играх
- Call of Duty 2 — к пулемёту Браунинг M1919 (в миссии «Переправа через Рейн») калибра 7,62x63 мм.
- Call of Duty: Modern Warfare 2 — к пулемёту M134 Minigun (в миссии «Музей») калибра 7,62x51 мм.
- Heroes and Generals — к различным типам станковых пулемётов.
- Isonzo — к различным типам станковых пулемётов.
- Operation Flashpoint: Cold War Crisis — к станковым пулемётам M2 калибра 12,7×99 мм.

## Галерея

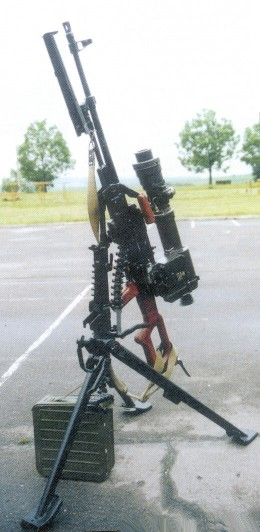
ПКС, с НСПУ.
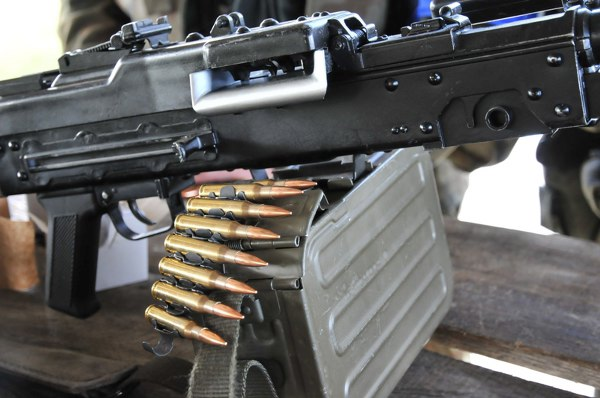
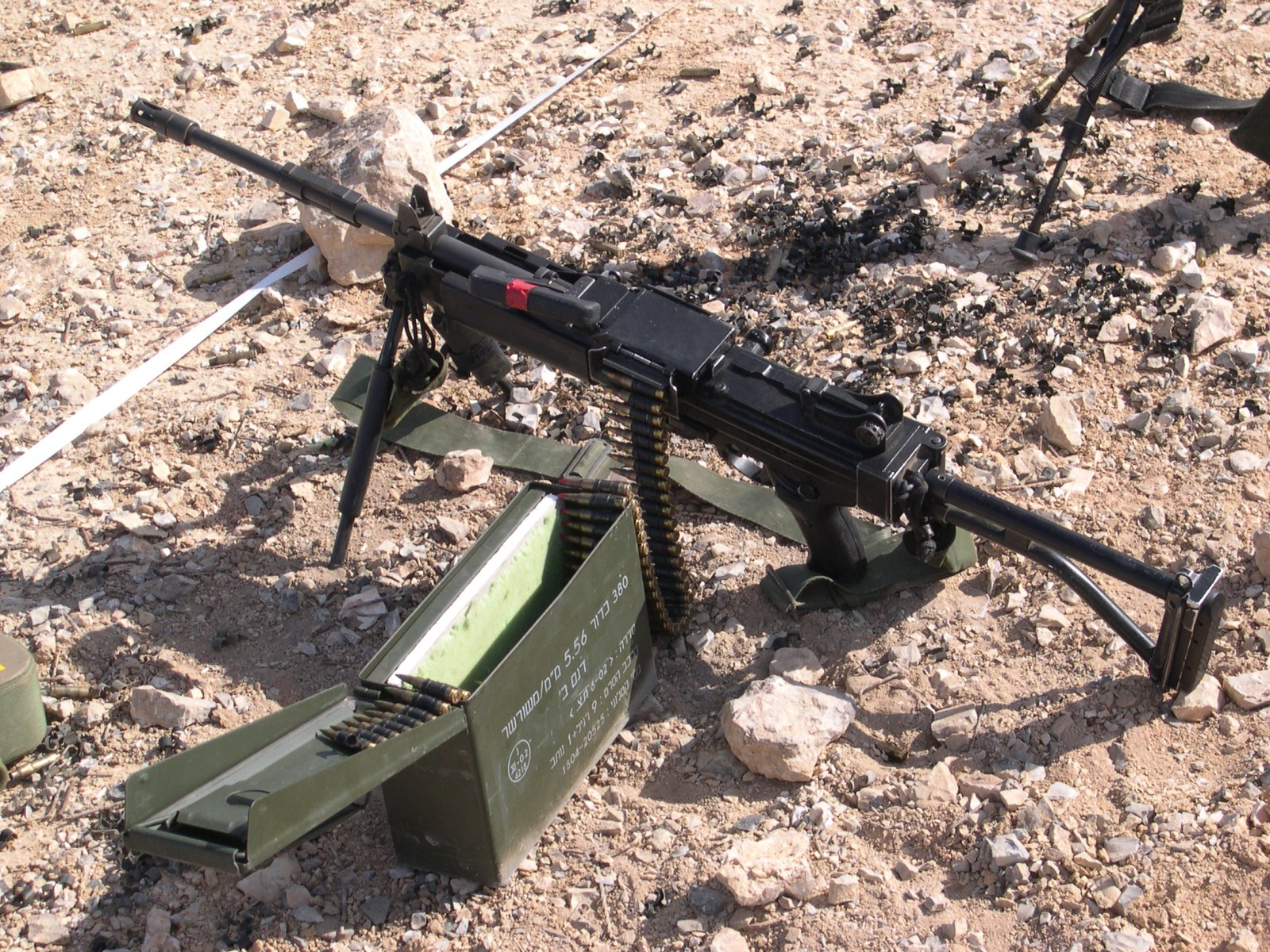
Израильский пулемёт «Негев» с патронной коробкой
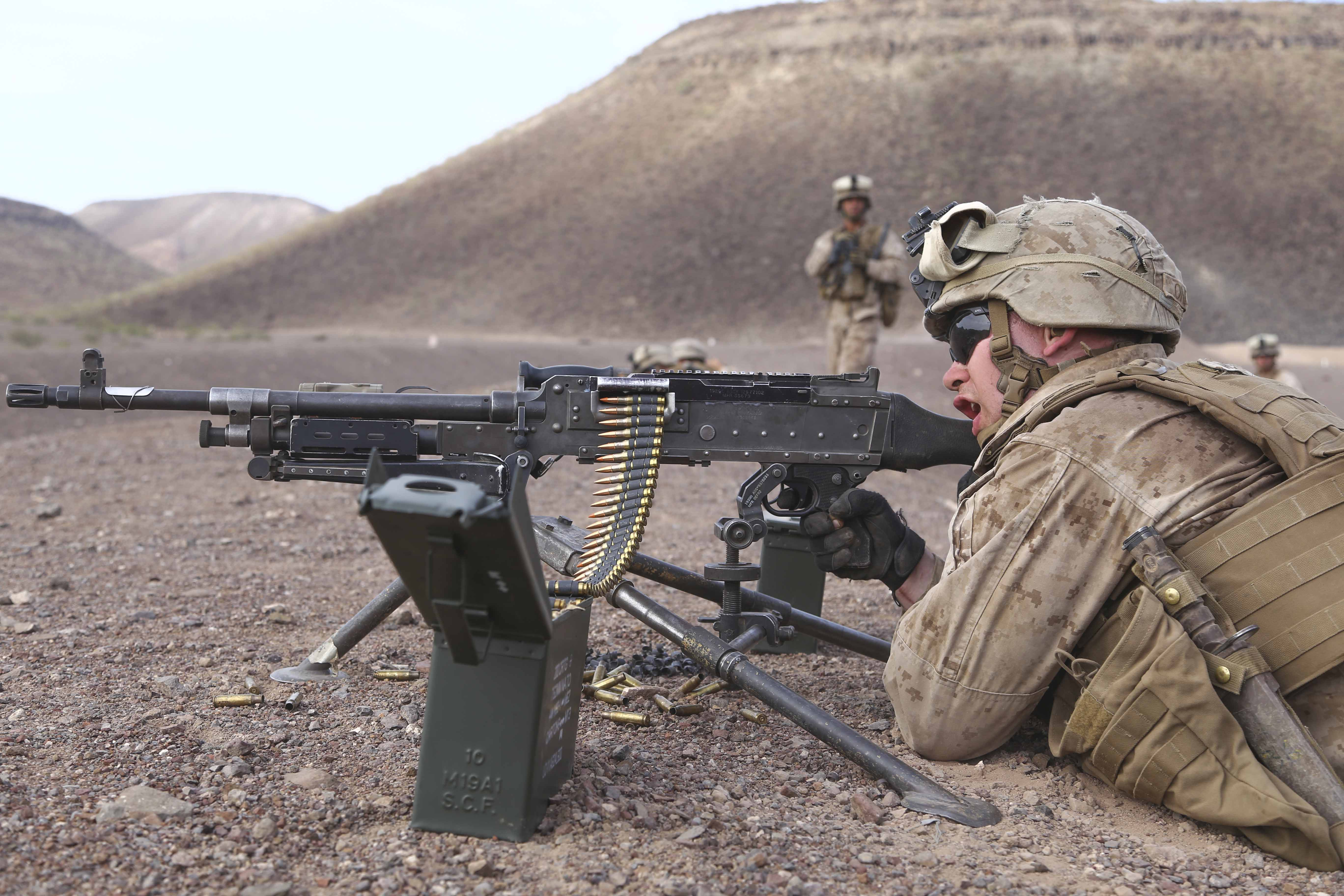
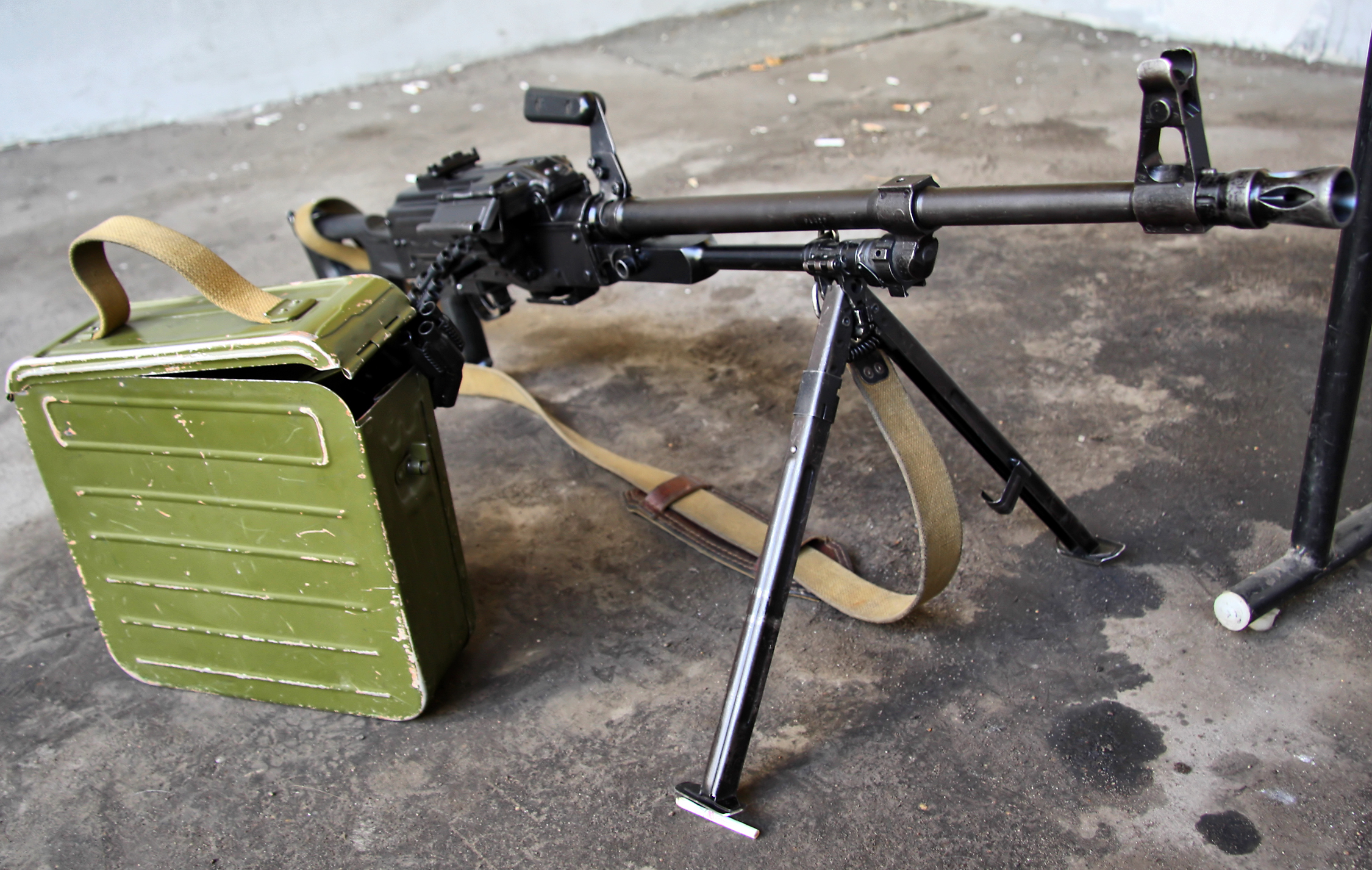
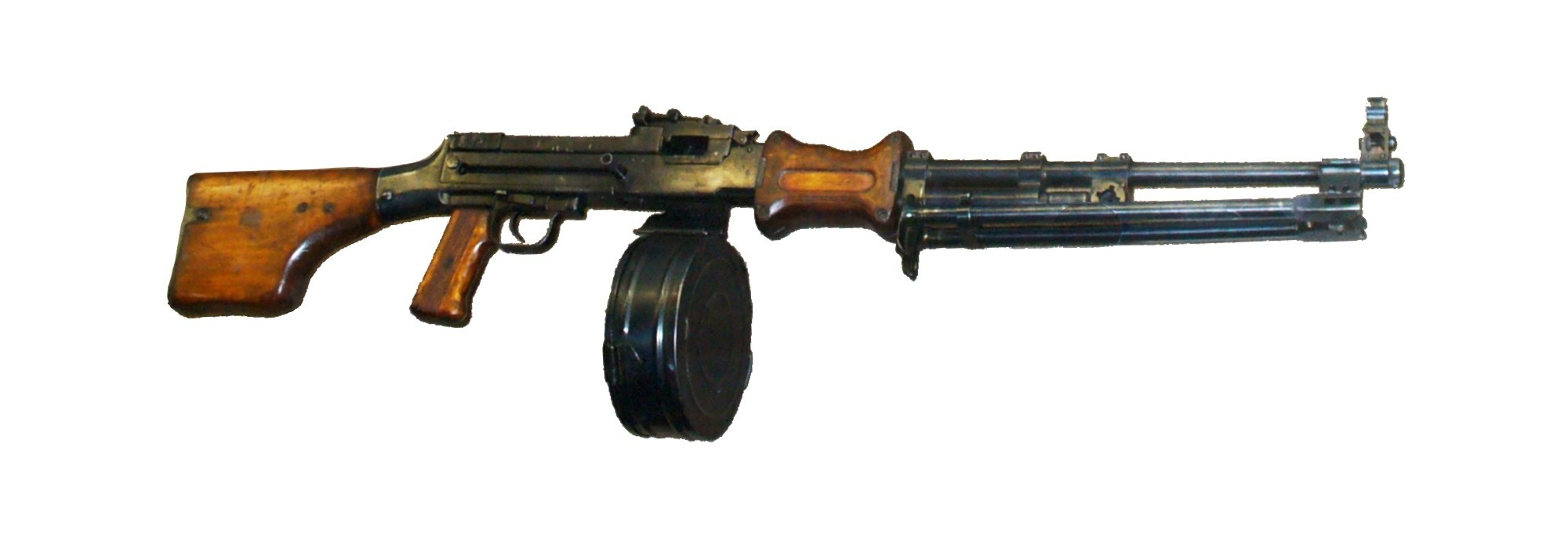
Ручной пулемёт Дегтярёва. Лента составлена из двух кусков по 50 патронов и находится в круглой коробке, примыкаемой к оружию снизу.